# Friedrich Wilhelm von Hacke (Oberst)
Friedrich Wilhelm von Hacke (* 1717 in Strelitz; nach 1780) war preußischer Oberst und Chef des Grenadier-Bataillons Nr. 4.

## Leben
Im Jahr 1742 kam Hacke in das Füsilier-Regiment („Pfuhl“) Nr. 46 und bereits 1742 Sekondeleutnant. Während des Zweiten Schlesischen Krieges kämpfte er in der Schlacht bei Kesselsdorf und im Siebenjährigen Krieg bei Prag, Breslau, Leuthen und Kunersdorf. Ferner kämpfte er bei den Belagerungen von Prag, Breslau und Schweidnitz. In der Schlacht bei Landeshut geriet er verwundet in österreichische Gefangenschaft. Während des Krieges wurde er noch am 11. Dezember 1757 Hauptmann.
Im Juni 1767 stieg er zum Major auf, am 4. Juli 1775 wurde er Oberstleutnant und im Jahr 1779 Oberst. Am 24. Juni 1779 wurde er zum Chef des Grenadier-Bataillons Nr. 4 ernannt. Dort erhielt er 1780 seinen Abschied mit Pension. Er soll vor seinem Tod noch in mecklenburgischen Diensten gestanden haben.